# Torneo de Berlín 2003
El MasterCard German Open 2003 fue un torneo de tenis femenino, disputado del 5 al 11 de mayo de 2003. Fue un evento de categoría Tier I que se jugó en canchas de polvo de ladrillo como preparativo para el segundo Grand Slam del año, Roland Garros. Fue la 88.ª edición del torneo y tuvo lugar en el Rot-Weiss Tennis Club en la capital alemana, Berlín.

## Campeonas

### Individual femenino
Justine Henin-Hardenne venció a  Kim Clijsters por 6–4, 4–6, 7–5.

### Dobles femenino
Virginia Ruano /  Paola Suárez vencieron a  Kim Clijsters /  Ai Sugiyama por 6–3, 4–6, 6–4.